# En vivo (álbum de Kany García)
En Vivo es el primer álbum en vivo y el cuarto álbum general de la cantautora puertorriqueña Kany García. El disco presentado el 19 de agosto de 2014, fue grabado en el concierto ofrecido por la artista en el Choliseo (Coliseo) de Puerto Rico en febrero de 2013.

## Información del álbum
El disco dirigido y producido por Marcos Sánchez, se compone de 18 temas, entre ellos un tema inédito grabado en estudio, titulado "Duele menos". Para algunos de los temas en vivo la artista contó con la colaboración de su madre Shela De Jesús, de Santiago Cruz y Joseph Fonseca.

## Lista de canciones
El disco incluye 18 canciones

| N.º | Título                                     | Escritor(es)             | Duración |  |
| 1.  | «Duele menos»                              | Kany García              | 2:56     |  |
| 2.  | «Me Quedo»                                 | Kany García              | 3:47     |  |
| 3.  | «Para volver a amar»                       | Kany García              | 3:42     |  |
| 4.  | «¿Qué nos pasó?»                           | Kany García              | 2:08     |  |
| 5.  | «Hoy»                                      | Kany García              | 2:24     |  |
| 6.  | «Adiós»                                    | Kany García, Julio Reyes | 4:32     |  |
| 7.  | «Cuando se va el amor» (ft. Santiago Cruz) | Kany García              | 4:22     |  |
| 8.  | «Esta soledad»                             | Kany García              | 3:14     |  |
| 9.  | «Pasaporte»                                | Kany García              | 3:52     |  |
| 10. | «Esta vida tuya y mía»                     | Kany García              | 3:49     |  |
| 11. | «Feliz»                                    | Kany García              | 3:09     |  |
| 12. | «Demasiado bueno»                          | Kany García              | 2:46     |  |
| 13. | «Estigma de amor» (ft. Shela de Jesús)     | Kany García              | 4:25     |  |
| 14. | «Amigo en el baño»                         | Kany García              | 4:25     |  |
| 15. | «Hoy ya me voy»                            | Kany García              | 5:23     |  |
| 16. | «Alguien»                                  | Kany García              | 3:43     |  |
| 17. | «Que me quieras» (ft. Joseph Fonseca)      | Kany García              | 4:31     |  |
| 18. | «Que te vaya mal»                          | Kany García              | 3:35     |  |

## Sencillos
Duele menos: Lanzado el 27 de mayo de 2014 como el primer sencillo del disco, a diferencia de los otros temas del álbum este no fue grabado en vivo sino en estudio. La canción debutó en listas de iTunes latino en el puesto 28 y se ubicó en el puesto 34 del Latin Pop Airplay de Billboard. El video, dirigido por Kelvin Rosa y producido por LabTwenty, fue filmado en el Teatro Emilio S. Belaval de la Universidad del Sagrado Corazón en San Juan, Puerto Rico.
Pasaporte: Es el segundo sencillo del álbum, promocionado desde el 24 de febrero de 2015. Posteriormente, el 26 de febrero del mismo año se estrenó el video musical el cual fue producido por Louis Martínez.

## Posicionamiento en listas
| Tabla Ranking                  | Pico posición |
| ------------------------------ | ------------- |
| U.S Billboard Top Latin Albums | 4             |
| U.S Billboard Latin Pop Albums | 3             |